# 토굴
토굴(土-, 학명: Ostrea denselamellosa 오스트레아 덴셀라멜로사[*])는 굴과의 조개로, 굴의 일종이다.

## 특징
껍데기는 둥글거나 네모꼴이며 왼쪽이 오른쪽보다 깊다. 표면에는 잔비늘이 포개져 있으며, 잿빛 갈색을 띠고 안쪽은 희다. 암초 등에 붙어 살며, 유생은 어미 조개 안에서 자란다.

## 분포
한국, 일본, 중국 등지에 분포한다.